# Epidendrum renipichinchae
Epidendrum renipichinchae är en orkidéart som beskrevs av Eric Hágsater och E.Santiago. Epidendrum renipichinchae ingår i släktet Epidendrum och familjen orkidéer. Inga underarter finns listade i Catalogue of Life.